# Війни в прямому ефірі
«Війни в прямому ефірі» — другий студійний альбом гурту МЕРІ.
Дата виходу — 28 квітня 2010 року.

## Обкладинка
Обкладинка альбому проста та ідейна. Бігти від війни, бігти туди, де краще. Та від себе не втечеш — тінь завжди буде переслідувати.

## Про альбом
Альбом побачив світ 28 квітня 2010 року. Це вже друга платівка в історії гурту, і на створення її музикантам знадобилось, не мало — не багато, близько трьох років.
Слухаючи ці пісні, розумієш, що час дійсно був використаний хлопцями не марно: подорослішали вони, подорослішала музика… Новий альбом відрізняється від ненав'язливо поп-рокових та гротескних за своїм характером «Мерідіанів» (2007 рік) цілковитою серйозністю та зрілістю музики. Більшість пісень, що увійшли до його складу, — це лірика, з дорослими текстами та відверто роковим музичним звучанням.
„За час існування гурту «Мері» у декого з тих, хто цікавиться українською музикою, можливо, сформувався стереотип, що група гротескна, простіше кажучи, створює матеріал виключно для легкого гумористичного сприйняття. Я хочу сказати, що це не так, точніше, не зовсім так. Для цього ми й видали другий альбом, який, можливо, декого примусить подивитись на нас під іншим кутом“, — прокоментував факт виходу нового альбому фронтмен і автор усіх пісень гурту «Мері» Віктор Винник.
Загалом альбом містить 12 пісень та 3 бонусні треки. Варто зазначити, що багато з них уже встигли прозвучати на FM-станціях та музичних каналах країни і стати справжніми хітами. Що стосується решти пісень, то можна з упевненістю сказати, що дані композиції просто приречені на популярність, оскільки у надзвичайно доступній та відвертій манері піднімають саме ті питання, які щодня хвилюють кожного з нас…
Наскрізною ниткою альбому, про що легко можна здогадатись із його назви, є тема воєн. Війни політичні, ідеологічні, особистісні… Війни в прямому ефірі, тут і зараз, сьогодні і кожен день… Проте, незважаючи на спільну тематику, що поєднує між собою всі композиції альбому, його аж ніяк не можна назвати одноманітним. Тут є пісні, які, безперечно, задовольнять смаки найвибагливіших українських меломанів: поціновувачам любовної лірики обов'язково припадуть до душі «Не люблю», «Помри, тільки не сьогодні», «Good bye, baby», «Лялька», любителів помислити на соціальну тематику не залишать байдужими такі композиції, як «Прощатися», «Незнайомий мій брат», «Вокзали» та «Годинник», а прихильникам вже добре всім знайомого безтурботного стилю «Мері» розбавити загалом серйозний настрій альбому допоможуть такі треки, як «Таблетки», «Молоді мами» та, звісно ж, супер-хіт «Не Віталік».

## Трек лист
1. Прощатися
2. Не Віталік
3. Не люблю
4. Лялька
5. Goodbye Baby
6. Помри тільки не сьогодні
7. Вокзали
8. Незнайомий мій Брат
9. Зерна
10. Таблетки
11. Молоді Мами
12. Годинник

Бонус
1. Місто 2009
2. One More Kiss
3. Ne Vitalik RMX

## Історія
- 2010 — 29 квітня випуск альбому.
- 2010 — 10 червня в київському арт-клубі «44» відбулася презентація альбому.

## Цікаві факти
- Пісня «Лялька» дуже нагадує кавер-версію пісні Knockin' on heavens door Боба Ділана, виконану групою Guns N' Roses.